# アザー・ウィンザー (第3代プリマス伯爵)
第3代プリマス伯爵アザー・ウィンザー（英語: Other Windsor, 3rd Earl of Plymouth、1707年6月30日 – 1732年11月23日）は、イギリスの貴族。

## 生涯
第2代プリマス伯爵アザー・ウィンザーとエリザベス・ホイットリー（Elizabeth Whitley、トマス・ホイットリーの娘）の息子として、1707年6月30日に生まれた。
1727年12月26日に父が死去すると、プリマス伯爵の爵位を継承した。
1730年5月7日、エリザベス・ルイス（Elizabeth Lewis、1733年11月9日没、トマス・ルイスの娘）と結婚、1男をもうけた。
- アザー（1731年 – 1771年） - 第4代プリマス伯爵

1732年11月23日に死去、息子アザーが爵位を継承した。